# Rimma Žukovová
Rimma Michajlovna Žukovová (rusky Римма Михайловна Жукова; 14. března 1925 Sverdlovsk, Ruská SFSR – 5. srpna 1999) byla sovětská rychlobruslařka.
Na mistrovství světa debutovala v roce 1949, kdy získala bronzovou medaili. Další cenné kovy vybojovala v následujících letech, v roce 1950 obhájila bronz, v roce 1952 byla čtvrtá, v letech 1953 a 1954 získala stříbro. Světový vícebojařský šampionát vyhrála v roce 1955, o rok později získala stříbro, v roce 1957 byla pátá. V letech 1951–1957 vybojovala na sovětských mistrovstvích celkem sedm medailí. Po sezóně 1957/1958 ukončila sportovní kariéru.